# Гаврилов Гарій Петрович
Га́рій Петро́вич Гаври́лов (*19 листопада 1935, Баку — †5 грудня 1999, Москва) — доктор фізико-математичних наук, професор кафедри математичної кібернетики МДУ.

## Біографічні відомості
Закінчив Сизранський (Куйбишевська обл.) нафтовий технікум (1953 рік), механіко-математичний факультет МДУ (1958 рік). У 1960–1963 роках навчався в аспірантурі механіко-математичного факультету.
Кандидат фізико-математичних наук (1964), тема дисертації: «Питання функціональної повноти в счетнозначной логіці» (науковий керівник С. В. Яблонський). Доктор фізико-математичних наук (1998), тема дисертації: «Питання виразність і потужностний характеризації для дискретних функціональних систем з операцією суперпозиції». Вчене звання — доцент (1971 рік).
У 1958–1960 роках Г. П. Гаврилов — інженер на одному з підприємств Міністерства оборони. Після закінчення аспірантури в 1963–1967 роках працював на посаді старшого викладача кафедри вищої математики в Смоленській філії Московського енергетичного інституту. У 1967–1968 роках — керівник економіко-математичного сектора лабораторії математичного моделювання НДІ хлорної промисловості (м. Москва). У 1968–1971 роках працював на посаді старшого викладача, а потім доцента кафедри вищої математики Московського авіаційно-технологічного інституту.

## Наукова кар'єра
У Московському університеті працював з червня 1971 р.: доцент (1971–1999 роки) кафедри математичної логіки та теорії автоматів (з 1975 р. — кафедра математичної кібернетики), професор (1999 рік) кафедри математичної кібернетики факультету ВМК.
Галузь наукових інтересів: дискретна математика, теорія функціональних систем, математична логіка, зліченозначні й кінцевозначні логіки, теорія графів, комбінаторний аналіз.

## Внесок у науку
Г. П. Гавриловим були отримані фундаментальні результати в теорії кінцевозначних і зліченозначних логік. Їм дано нетривіальні формульні подання для деяких замкнутих класів багатозначних логік Pk; наведено опис деяких решіток замкнутих класів в Pk (k = pr, p — просте), що включають клас поліномів; встановлена континуальність безлічі граничних логік, що мають кінцевим базисом; дано обґрунтування гіперконтінуальності безлічі предповних класів злічимозначної логіки, не містять узагальнених констант; встановлено, що для кожного натурального числа {\displaystyle l?2} в структурі включень замкнутих класів счетнозначной логіки {\displaystyle P} існує клас висоти l (причому дається конструктивне опис кожного такого класу), що містить гіперконтінуальну безліч класів висоти {\displaystyle l+1}; показано, що в частковій счетнозначной логіці існує рівно три класи типу Слупецкого, і наведено опис цих класів.
У теорії реберних розмальовок графів Г. П. Гавриловим вивчені (спільно з І. А. Музичук) деякі метричні характеристики графів, критичних по реберної розфарбуванні, доведено неіснування критичних по реберної розмальовці графів деяких порядків.
Г. П. Гавриловим був творцем обов'язкових курсів «Математична логіка» і «Вибрані питання дискретної математики», які читав протягом багатьох років на факультеті ВМК. Їм були прочитані спеціальні курси з класичної та дескриптивної теорії множин, прикладним задачам теорії графів і теорії алгоритмів, функціональним системам дискретної математики та інші. Більше 20 років Г. П. Гаврилов читав курси по комбінаторному аналізу, алгоритмам на графах, математичній логіці, основам дискретної математики для слухачів вечірнього відділення факультету ВМК.
Протягом тривалого часу співпрацював як редактор і перекладач у видавництві «Мир» — за його участю здійснено видання 14 книг з теорії графів, комбінаторному аналізу і логічним аспектам штучного інтелекту.
Підготував 6 кандидатів наук.

## Праці
Автор понад 50 наукових праць, у тому числі монографії і декількох навчальних посібників.
Основні публікації:
- О функциональной полноте в счетнозначной логике // Проблемы кибернетики — М., Наука, 1965, вып. 15, с. 5-64;
- Функции алгебры логики и классы Поста — М., Наука, 1966, 120 с. (соавт. С. В. Яблонский, В. Б. Кудрявцев);
- О мощности множества предельных логик, обладающих конечным базисом // Проблемы кибернетики — М., Наука, 1969, вып. 21, с. 27-40;
- Предполные классы частичной счетнозначной логики, содержащие все функции одной переменной // Методы дискретного анализа в теории графов и логических функций — Новосибирск, 1976, вып. 28, с. 12-24;
- О замкнутых классах многозначной логики, содержащих класс полиномов // Дискрет. матем. — М., Наука, 1997, т. 9, вып. 2, с. 12-23.

Є автором або співавтором понад 10 навчальних посібників, серед яких:
- Сборник задач по дискретной математике — М., Наука, 1977, 368 с. (имеются переводы на английский, испанский и венгерский языки), 3-е изд.;
- Задачи и упражнения по дискретной математике — М., Физматлит, 2004, 416 с. (соавт. А. А. Сапоженко).

## Відзнаки
Нагороджений медалями «Ветеран праці» (1987 рік) і «В пам'ять 850-річчя Москви» (1997).